# سيجما بيتا دلتا
سيجما بيتا دلتا ( ΣΒΔ ) هي جمعية شرفية دراسية دولية تعترف بالإنجاز الأكاديمي بين الطلاب في مجالات الأعمال والإدارة والإدارة .  تأسست عام 1994 في لا جولا، كاليفورنيا .

## تاريخ
تأسست شركة سيجما بيتا دلتا على يد بيتا جاما سيجما في 16 يناير 1994، في لا جولا، كاليفورنيا . قامت جمعية بيتا جاما سيجما، وهي جمعية شرفية للطلاب المسجلين في كليات إدارة الأعمال المعتمدة من قبل AACSB، بتشكيل جمعية سيجما بيتا دلتا للاعتراف بإنجازات الطلاب في الجامعات المعتمدة إقليميًا والتي تفتقر إلى اعتماد AACSB. منذ تأسيسها، تم اعتبار سيجما بيتا دلتا بمثابة جمعية الشرف "الشقيقة" لبيتا جاما سيجما . تشترك المنظمات في العديد من الأهداف، بما في ذلك تعزيز وتقدير المنح الدراسية في مجالات الدراسة المرتبطة بالأعمال.
في البداية، كانت جمعية سيجما بيتا دلتا جمعية شرفية صغيرة مقرها الولايات المتحدة، وتم تأسيس فروعها التأسيسية في يونيو 1994 في جامعة بلمونت ، وجامعة ولاية كارولينا الشمالية ، وكلية مورهاوس ، وكلية ماكيندري ، وجامعة ساوثرن .   وكان أول رئيس للمجلس التنفيذي الوطني هو جيمس إتش بيردن من جامعة شرق كارولينا . 
تم قبول سيجما بيتا دلتا في جمعية جمعيات الشرف الجامعية في عام 1994.  بحلول عام 2012، كان لديها 378 فصلًا نشطًا و6312 عضوًا نشطًا. 
في عام 2024، قامت سيجما بيتا دلتا بتأسيس أكثر من 400 فصل وبدأت في ضم أكثر من 80 ألف عضو.  يقع مقرها الوطني في 3730 جراند بوليفارد في بروكفيلد، إلينوي . 

## الرموز
تم اختيار الحروف اليونانية سيجما بيتا دلتا لتمثيل الكلمات اليونانية Σοφια (الشرف)، Βεβαοσ (الشرف) و Διωκω (السعي لتحقيق تطلعات ذات معنى).  شعار الجمعية هو "الحكمة... الشرف... الطموحات". 

## عضوية
تنطبق أهلية العضوية في سيجما بيتا دلتا على جميع الطلاب في كلية إدارة الأعمال غير المعتمدة من AACSB، والمعتمدة إقليميًا في الولايات المتحدة، والذين يحتلون المرتبة العشرين بالمائة العليا من فصولهم الجامعية أو الدراسات العليا.  جميع الطلاب المسجلين في برنامج الدكتوراه المعتمد إقليميًا في مجال الأعمال مؤهلون للانضمام إلى جمعية الشرف بعد التخرج. بشكل عام، يجب على طلاب البكالوريوس والدراسات العليا إكمال نصف دراستهم على الأقل حتى يتم النظر في منحهم العضوية. إن عرض العضوية، بمجرد قبوله، يعد بمثابة تمييز مدى الحياة للطلاب المتفوقين في برامج إدارة الأعمال.  العضوية مدى الحياة. 

## الفصول
اعتبارًا من عام 2024، قامت سيجما بيتا دلتا بتأسيس أكثر من 400 فرع في الولايات المتحدة وخارجها. 

## الأعضاء البارزين
- أنتوني أليسون ، لاعب كرة قدم محترف
- راوند جونز ، شخصية إذاعية
- بيليند كيليتشي ، سياسي ألباني
- جيم بايمار ، صحفي

## روابط خارجية
- الموقع الرسمي

1. 1 2 3 4 5 6  "Sigma Beta Delta Honor Society- Business, Management, and Administration". Association of College Honor Societies. 6 يونيو 2012. مؤرشف من الأصل في 2012-07-08. اطلع عليه بتاريخ 2016-01-16 – عبر Wayback Machine.
2. 1 2  "Management College Joins National Honor Society". The Herald-Sun. Durham, North Carolina. 12 يونيو 1994. ص. 161. مؤرشف من الأصل في 2025-02-23. اطلع عليه بتاريخ 2025-02-04 – عبر Newspapers.com.
3. 1 2 3 4 5 6  "About Sigma Beta Delta". Sigma Beta Delta (بالإنجليزية الأمريكية). Retrieved 2025-02-04.